# Schweizer Frauenblatt
Die Zeitschrift Schweizer Frauenblatt, Untertitel: Organ für Fraueninteressen und Frauenaufgaben, war das Publikationsorgan des Bundes Schweizerischer Frauenvereine. Es erschien seit 1919 und ist damit eines der ältesten Magazine der Schweizer Frauenbewegung. Zu den Redaktorinnen zählten Betty Wehrli-Knobel und Iris von Roten. Ab 1939 war Else Züblin-Spiller Präsidentin der Genossenschaft des Schweizer Frauenblattes.
Ab 1989 erschien es unter dem Titel Zeitspiegel Frau, mit der Bezeichnung Schweizer Frauenblatt im Untertitel.
Verlag und Erscheinungsort wechselten im Verlauf der Zeit mehrfach, zuletzt wurde das Blatt 1964 an die Buchdruckerei Winterthur verkauft, die die Zeitung seit 1939 gedruckt hatte.  1990 wurde das Blatt ganz eingestellt. 
Weitere frühe Publikationen der Schweizer Frauenbewegung waren beispielsweise Frauenstimmrecht, Die gemeinnützige Schweizerin, Schweizer Frauenheim, Schweizer Frauen-Zeitung, Schweizer Hauszeitung, Die Stimme der Frau, Union und Xanthippe.